# 凯利·柯蒂斯
凯莉·李·柯蒂斯（英語：Kelly Lee Curtis，1956年6月17—）是美国女演员。她因在《魔术棒》（1987）和《邪教》（1991）中的角色而闻名。

## 外部連結
- 凯利·柯蒂斯在互联网电影资料库（IMDb）上的資料（英文）